# Centro de Investigaciones de Quintana Roo
El Centro de Investigaciones de Quintana Roo, A.C. (CIQRO) (1979 - 1995) fue un centro de investigaciones dedicado a la investigación científica y tecnológica aplicadas, con el objetivo de reforzar el conocimiento que se tenía del recién creado estado de Quintana Roo y contribuir a su desarrollo sustentable, con énfasis en su problemática ambiental, económica, productiva y social, así como en el desarrollo de tecnologías y diseño de estrategias que incidieran en el bienestar social, la conservación de la biodiversidad y el aprovechamiento racional, eficiente y sostenido de los recursos naturales. Hoy día es una sede más de ECOSUR que tiene sus instalaciones en Chetumal.
Fue constituido jurídicamente como una asociación civil integrada por la Secretaría de Educación Pública en la presidencia del Consejo, el gobierno del estado de Quintana Roo, la Universidad Nacional Autónoma de México, el Instituto Politécnico Nacional, el Consejo Nacional de Ciencia y Tecnología y la Comisión del Plan Nacional Hidráulico, conforme a las leyes de México. Trabajó en colaboración con otras instituciones científicas, nacionales y extranjeras, y mediante su vinculación con diversos sectores de la academia y de la sociedad en general, el CIQRO realizó investigación científica aplicada, formó recursos humanos, divulgó conocimiento, desarrolló y transfirió tecnología e impulsó el desarrollo de la sociedad quintanarroense en armonía con el ambiente.

## Historia

### Antecedentes
En la década de los setenta, la conservación del medio ambiente y el manejo sustentable de los recursos naturales era prácticamente inexistente. El énfasis de las políticas de crecimiento estaba dirigido a incrementar las variables puramente económicas. En Quintana Roo el caso no era distinto, así que, para remediar esta situación se requería de una extensa investigación científica y tecnológica, un modelo de desarrollo específicamente diseñado para Quintana Roo.

En 1977, el Dr. Alfredo Careaga propuso al Lic. Fernando Solana Morales, entonces titular de la SEP, la creación de un centro de investigaciones a ubicarse en el estado, cuyo diseño se centraría en dos características originales: ser interdisciplinario y lograr que los proyectos de desarrollo tomaran en cuenta la variable ecológica.
 La propuesta partió de definir al Desarrollo como La interacción del hombre (o las sociedades humanas) con la naturaleza por medio de la tecnología. Con base en ello, el CIQRO se propuso seguir tres líneas interdisciplinarias de investigación: la naturaleza, el ser humano y las tecnologías apropiadas para propiciar un desarrollo sano y equilibrado. Esta perspectiva hoy se conoce como desarrollo sostenible.

### Creación
Con el apoyo de la Secretaría de Educación Pública, se dieron los primeros pasos para la creación del centro de investigaciones como asociación civil, con la participación del primer Gobierno Constitucional de Quintana Roo, la Universidad Nacional Autónoma de México (UNAM), el Instituto Politécnico Nacional (IPN), el Consejo Nacional de Ciencia y Tecnología (CONACYT) y la Comisión del Plan Nacional Hidráulico, hoy Comisión Nacional del Agua (CONAGUA). 
El 21 de julio de 1979, en la ciudad de Chetumal, capital del estado de Quintana Roo, y en presencia del presidente José López Portillo (1976 - 1982), se firmó el acta constitutiva del Centro de Investigaciones de Quintana Roo, A.C., conocido a partir de entonces como CIQRO, cuyo objetivo institucional era realizar investigación, capacitar recursos humanos, dar asesorías, y cualquier otra acción que incidiera sobre el sano y equilibrado desarrollo de Quintana Roo. 

### Evolución institucional 1979-1985
Bajo el liderazgo de su primer director, el Dr. Alfredo Careaga Viliesid, el CIQRO se estableció en Puerto Morelos. Por medio de convenios de colaboración con la UNAM y el Instituto Politécnico Nacional IPN, los primeros investigadores de la institución, incluyendo estudiantes recién egresados de la licenciatura, recibieron apoyo académico para realizar proyectos cortos, así como la ayuda de expertos en diversos temas, contratados para llevar a cabo proyectos específicos.

El CIQRO adquirió un hotel en Puerto Morelos que sirvió de oficinas para los primeros investigadores. Se crearon una biblioteca y centro de información; un módulo agrícola experimental de 5 Ha., donde se realizaron investigaciones; y un centro de cómputo.
Para julio de 1983, el CIQRO contaba con una planta de 107 empleados, de los cuales 24 eran investigadores permanentes, 16 técnicos de apoyo a la investigación, 30 trabajadores de campo, entre los que se contaban campesinos mayas que fueron a la vez discípulos y maestros de los investigadores, y 37 de apoyo administrativo, en su mayoría habitantes de Puerto Morelos.

Para finales de 1985 se había establecido ya el Jardín Botánico "Alfredo Barrera Marín" y se habían terminado todas las investigaciones requeridas para la creación de lo que sería la reserva de la biósfera que llevaría el nombre de Sian Ka'an.

### Evolución institucional 1985-1992
A partir de 1985, bajo la dirección del Dr. Enrique Carrillo Barrios-Gómez, los proyectos se enfocaron en los recursos y la biodiversidad acuática de la región costera de Quintana Roo y el Caribe, además de los estudios de fauna y flora en ambientes terrestres. Al mismo tiempo, dieron lugar a la formalización de la Reserva de la Biósfera de Sian Ka’an en 1986. Ese mismo año, el convenio general de desarrollo para el estado de Quintana Roo acordó la transferencia del CIQRO del gobierno federal al estatal. Poco después, la sede del CIQRO fue trasladada de Puerto Morelos a la ciudad de Cancún. 

De 1986 a 1988, la CP. Araceli de la Garza ocupó de manera interina la dirección del CIQRO, debido a la designación del Dr. Carrillo Barrios-Gómez como secretario de Educación del estado. A fines de 1988, la dirección del centro quedó a cargo del Dr. Eduardo Suárez Morales. Poco después, a raíz de la devastación ocasionada por el Huracán Gilberto en las instalaciones, el gobierno estatal trasladó el CIQRO a la ciudad de Chetumal, con el fin de ampliar las investigaciones a temas relacionados con la frontera sur del estado, así como apoyar la creación de la Universidad de Quintana Roo.

Dada la carencia en Chetumal de edificios apropiados para un centro de investigaciones, el CIQRO se albergó temporalmente en la Biblioteca Rojo Gómez. Poco después, con apoyo del gobierno federal, se construyeron cubículos y laboratorios suficientes para retomar las labores de investigación. También se procedió a contratar a nuevos investigadores y técnicos, lo que permitió alcanzar una productividad académica superior a la lograda en Cancún. 
A partir de 1990, el gobierno de Quintana Roo, reconoció al CIQRO como un organismo descentralizado, conservando sus objetivos originales de trazar las directrices de investigación científica en la entidad y con una participación federal mayoritaria en su presupuesto.

Asimismo, se dieron los primeros pasos para integrar el CIQRO al Sistema de Centros de Investigación Científica SEP-CONACYT, hoy Sistema de Centros Públicos de Investigación Conacyt, con el propósito de "reforzar su vinculación al entorno científico nacional y apoyar sus mecanismos de evaluación académica".

### Evolución institucional 1993-1995
En 1993, la dirección del CIQRO fue ocupada por el antropólogo Antonio Hoy Manzanilla. El centro de investigaciones entró de nuevo en una etapa de dificultades y deterioro, llevando incluso a la renuncia de varios investigadores. Así como se menciona en "Conocer para desarrollar: 30 años de investigación en la frontera sur", la situación en la que se encontraba el centro de investigaciones junto a las dificultades económicas del estado, llevaron a la propuesta de unión con El Colegio de la Frontera Sur. 

El 15 de septiembre de 1995, el gobierno del estado decretó la disolución del CIQRO, así como la transferencia de sus bienes y programas a El Colegio de la Frontera Sur. La unidad Chetumal de ECOSUR inició sus labores en noviembre de 1995, contando para ello con una plantilla de 17 investigadores, 20 técnicos académicos bajo la dirección del Dr. Rogel Villanueva Gutiérrez.
Durante sus 16 años de vida académica, el CIQRO realizó proyectos que permitieron conocer los recursos naturales, los procesos sociales y el potencial para el desarrollo socioeconómico del estado de Quintana Roo, asesorando a los gobiernos estatal y municipales, así como a empresarios privados, para incluir la variable ecológica en sus propuestas e incidir en las políticas en materia ambiental.

## La Reserva de la Biósfera de Sian Ka’an

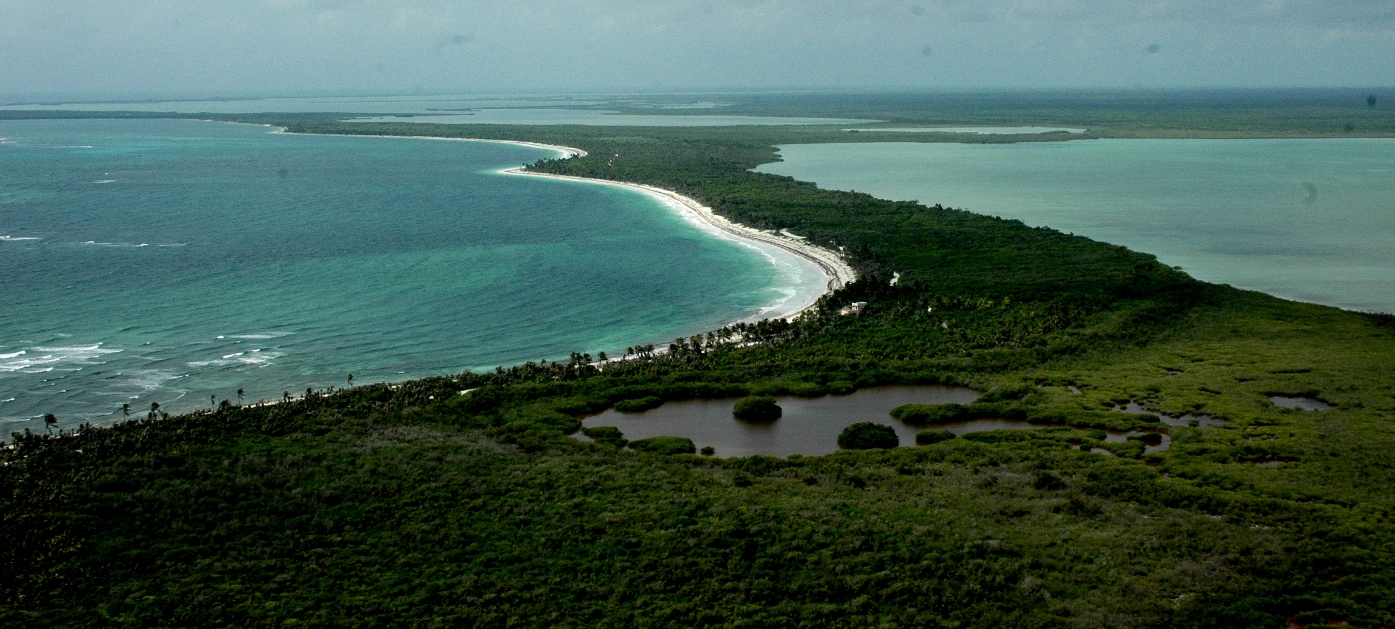
Vista aérea de la Biósfera de Sian Ka'an

A principios de 1981, el CIQRO emprendió una serie de estudios conducentes a la creación de una reserva de la biósfera en Quintana Roo, proyecto que encerraba dentro de sí todos los objetivos de la institución, puesto que permitía integrar el total de sus acciones en un solo esquema. Después de realizar estudios preliminares para definir la mejor ubicación de la reserva, abarcando las bahías de la Ascensión y del Espíritu Santo, la barrera de arrecifes y las marismas y selvas subperennifolias de los actuales municipios de Tulum, Felipe Carrillo Puerto y Bacalar, se consideró que el área seleccionada para su creación era altamente representativa de la península de Yucatán e incluía muestras inalteradas de casi todos sus biomas. La población residente era de baja densidad y estaba compuesta por pescadores y campesinos mayas. 
El CIQRO generó estudios sobre la biodiversidad, la economía y la sociedad de la región, que demostraban su cumplimiento con los estrictos requisitos de MaB/UNESCO. Las labores de gestión política y administrativa ante la UNESCO, así como ante la Presidencia de la República, el gobierno de Quintana Roo y diversas secretarías federales fueron realizadas por el director y fundador del CIQRO, el Dr. Alfredo Careaga.
Con una extensión de aproximadamente 528,000 Ha. (408,000 terrestres y 120,000 marinas), Sian Ka'an fue la primera gran área tropical protegida de México y quedó constituida por decreto presidencial como Reserva Nacional de la Biosfera el 20 de enero de 1986. Fue reconocida y homologada como Reserva de la Biósfera por el programa El hombre y la biosfera (MaB) de la UNESCO a finales de 1986.

## El Jardín Botánico “Dr. Alfredo Barrera Marín”
En 1982, el CIQRO inició la creación de un jardín botánico en una extensión de 28 hectáreas a 4 kilómetros al sur de Puerto Morelos, en terrenos donados por el gobierno de Quintana Roo a la institución desde su fundación. Estos incluían vegetación de selva mediana subperennifolia poco perturbada, gran diversidad de especies y un conjunto de vestigios arqueológicos mayas en buen estado de conservación. 

En tal espacio se mantendría una muestra significativa de la flora de Quintana Roo y eventualmente se enriquecería con la flora tropical de México, del Caribe y del mundo. Hoy en día, es uno de los jardines botánicos más grandes de la república mexicana, nombrado así en honor al Dr. Alfredo Barrera Marín. Cuenta con 65 hectáreas de extensión; incluye dos ecosistemas locales: la selva mediana subperennifolia y el manglar. 

## Repoblamiento de la tortuga marina

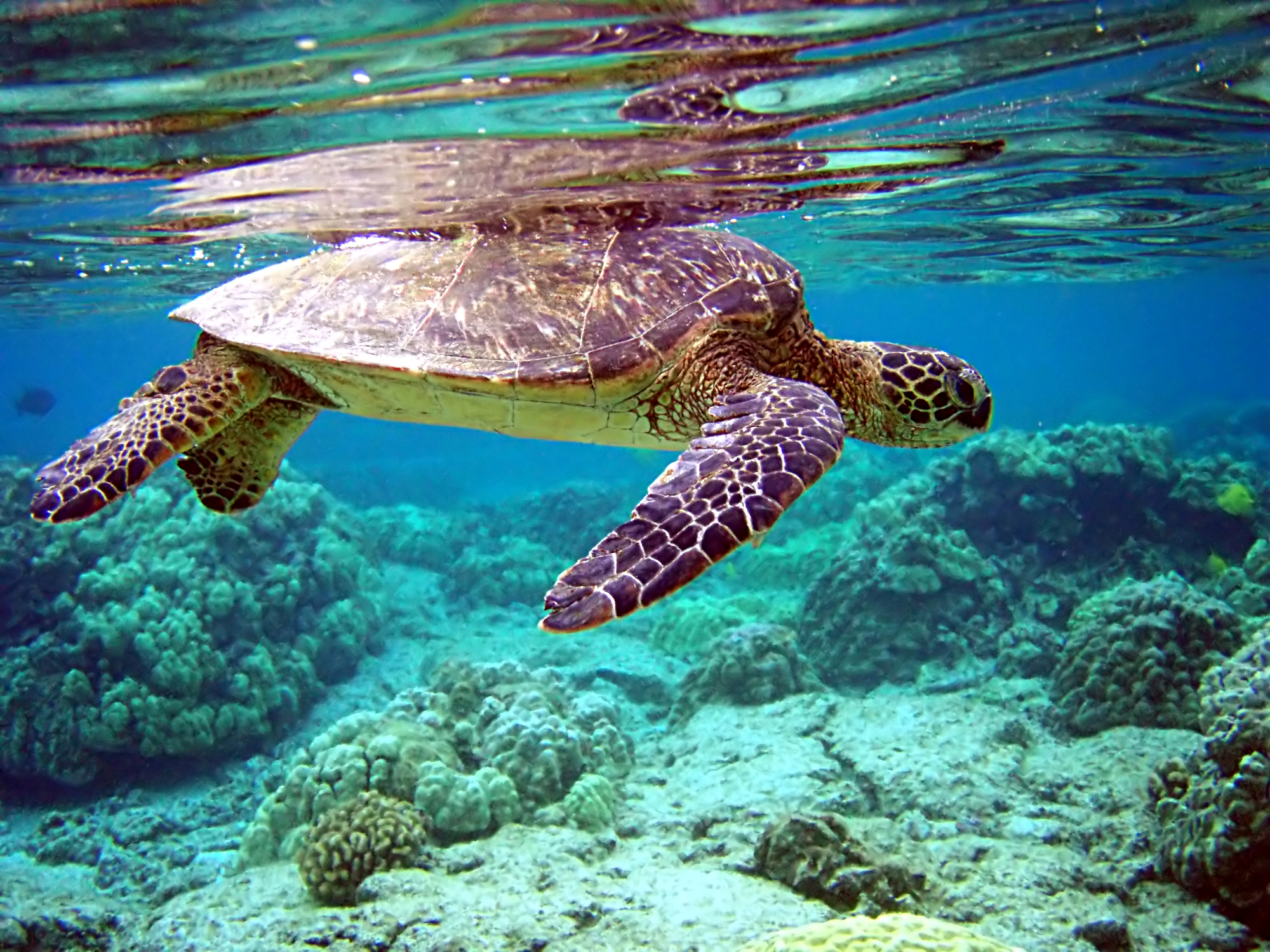
Una tortuga verde nadando en la superficie del mar.

Los primeros estudios sobre los recursos naturales del estado determinaron que las tres especies de tortuga marina que venían a desovar en las playas de Quintana Roo estaban en peligro de extinción: la tortuga verde (Chelonia mydas), la tortuga caguama (Caretta caretta) y la tortuga carey (Eretmochelys imbricata).

El CIQRO desarrolló un sistema para proteger del ataque de los depredadores naturales los nidos en las playas, así como mecanismos para cultivar los huevos hasta su eclosión y el posterior marcado y liberación de las tortugas. En 1982 se protegieron 15,000 huevos hasta su eclosión y liberación, de los cuales se criaron 1,800 hasta los diez meses de edad.

## Paquete de desarrollo de ecotecnologías
Enfocado en el desarrollo de ecotecnologías en vivienda, alimento, agua potable, energía renovable y reciclamiento de residuos, el CIQRO estableció un programa de extensionismo que logró implantar paquetes ecotecnológicos en más de 60 comunidades rurales. Estos prototipos y modelos de laboratorio se desarrollaron con la participación de a las comunidades quintanarroenses, difundiéndose posteriormente sin la ayuda del CIQRO.